# Gallotia bravoana
Espèce
Synonymes
- Gallotia goliath bravoana Hutterer, 1985
- Gallotia simonyi gomerana Hutterer, 1985
- Gallotia gomerana Hutterer, 1985

Statut de conservation UICN

 CR D : 
En danger critique
Gallotia bravoana est une espèce de sauriens de la famille des Lacertidae.

## Répartition
Cette espèce est endémique de La Gomera aux îles Canaries.

## Description
C'est un reptile présentant une couleur blanche soutenue au niveau de la nuque, de la bouche et de la poitrine, ce qui contraste fortement avec le reste du corps plutôt brun sombre.
Ce sont des lézards généralement diurnes, qui consomment principalement des végétaux, et qui peuvent atteindre une cinquantaine de centimètres.
Les femelles pondent une seule fois dans l'année une série de trois à sept œufs.

## Taxon Lazare
Décrite depuis des subfossiles, cette espèce a été découverte vivante en 1999,.

## Mesures de conservation
La population de cette espèce était estimée à 90 individus en 2004, répartis sur une zone d'un hectare environ, plus un groupe d'une quarantaine d'individus élevés en captivité dans le cadre d'un programme de réintroduction.

## Étymologie
Cette espèce est nommée en l'honneur de Telesforo Bravo.

## Taxinomie
Gallotia bravoana et Gallotia gomerana sont synonymes, selon le principe du premier réviseur, le nom Gallotia bravoana doit être utilisé, contrairement à ce qu'envisageaient Martín et Rando en 2006

## Publication originale
- Hutterer, 1985 : Neue Funde von Rieseneidechsen (Lacertidae) auf der Insel Gomera. Bonner zoologische Beiträge, vol. 36, no 3/4, p. 365-394 (texte intégral).